# Francesco Medici
Francesco Medici (Bianco, 2 luglio 1830 – Reggio Calabria, 5 febbraio 1903) è stato un avvocato e politico italiano senatore del Regno d'Italia nella XVI legislatura.